# 星際聯邦
| 星际旅行中主要的种族与势力              |
| --------------------------------------- |
| 星際聯邦 · 人类 · 瓦肯人 · 安多利人     |
| 貝塔索人 · 波利安人 · 德诺布拉人        |
| 罗慕伦人 · 克林贡人 ·巴库人 · 索利安人  |
| 葛恩人 · 佛瑞吉人 · 博格人 · 卡松人     |
| 卡达西人 · 贝久人 · 楚尔人 · 希罗吉恩人 |
| 自治同盟 · 布林人 · 新地人 · 8472种族   |

星際聯邦（United Federation of Planets, UFP）簡稱星聯，又譯為行星同盟，出現在《星际旅行》科幻系列的虛擬宇宙中。由成員行星選出議員組織議會決議大小事物，並設有總統一職。首都及總統辦公室設於星區0-0-1的地球法蘭西地區巴黎。轄下設有联邦舰队，總部設於地球的舊金山，西元3069年，「大燃燒事件」（The Burn）發生，大部分星艦曲速引擎中的二鋰礦不穩定而爆炸。 千百艘聯邦星艦毀於自爆！於此事件過後，由於艦隊規模銳減，再加上二鋰礦短缺而難以維持各個成員星球的交通聯繫和安全疑慮，星際聯邦無法有效管控成員星球，直到「大燃燒事件」的根源告破並從中獲得大量二鋰後，正在逐步恢復中。星聯所採行的一項指導原則——可以說是基本法——稱為「第一指導原則」，其嚴格禁止聯邦人員不論善意與否，對曲速前文明（pre-warp civilization）的發展作出干預，用意在於避免文化與科技污染所造成的文明不穩定或毀壞現象。但在执行欧米伽(Ω)指令（Omega Directive）时，原则则不适用。一旦文明發展出曲速科技而成為曲速文明，有能力遠距離探索太空之時，聯邦會派出代表與此文明進行第一類接觸，期以預先建立和平的關係，而不是在誤會中發生衝突與戰爭。此原則源於瓦肯星對新興曲速文明的接觸策略；地球與瓦肯的第一類接觸即發生在2063年4月5日寇克瑞恩博士試飛曲速飛行器——鳳凰號之後。

## 歷史
公元2161年10月11日，由企業號NX-01艦長強納森·亞契代表地球，與瓦肯（Vulcan）、安多利（Andoria）、泰拉（Tellar）三顆行星簽署憲章成立同盟，不久後同盟即迅速擴張，是此同盟為星際聯邦的前身。
公元3069年，「大燃燒事件」（The Burn）發生，大部分星艦曲速引擎中的二鋰礦不穩定而爆炸。千百艘聯邦星艦毀於自爆。事件過後，由於艦隊規模銳減，加上二鋰礦短缺而難以維持個成員星球的交通聯繫和安全疑慮，星際聯邦無法有效管控成員星球，直到「大燃燒事件」的根源告破并从中获得大量二锂后，正逐步恢复。
| 年份   | 事件                                                                     |
| ------ | ------------------------------------------------------------------------ |
| 2161年 | 星際聯邦（前身同盟）成立                                                 |
| 2293年 | 與克林貢帝國締結基度瑪條約                                               |
| 2311年 | 與羅慕蘭星際帝國締結阿杰隆條約                                           |
| 2366年 | 博格人首度入侵，於沃夫359星域發生激戰                                    |
| 2372年 | 克林貢帝國片面宣告基度瑪條約終止                                         |
| 2373年 | 與克林貢帝國第二次締結基度瑪條約                                         |
| 2373年 | 博格人二度入侵，直戰至地球旁星域，為企業號NCC-1701-E阻止                 |
| 2373年 | 「自治同盟戰爭」開戰                                                     |
| 2375年 | 「自治同盟戰爭」終戰                                                     |
| 3069年 | 「大燃燒事件」之後，星際聯邦逐步解體                                     |
| 3189年 | 发现号从过去抵达现在，破解了「大燃燒事件」后，获得大量二锂，联邦逐步复兴 |

## 聯邦成員
主要成員行星包括地球、瓦肯、安多利、泰拉、波利等行星。時至31世紀已有350個成員行星，橫跨本銀河系之阿爾發象限（第一象限）與貝他象限（第二象限），與克林貢帝國、羅慕蘭帝國並立。
「星球--人種」如下表：
| 1.          | 星际旅行种族列表s                                            | 15. | Arkenites                             | 29. | 星際聯邦                                             | 43. | Kasheeta                                                           | 57. | Selay                              |
| 2.          | Acturians                                                    | 16. | Atreans                               | 30. | Coridanites                                          | 44. | Kazarites                                                          | 58. | Shamin Priests                     |
| 3.          | 半人馬座α星 Alpha Centauri -- 半人馬座α星人 Alpha-Centaurans | 17. | 貝久星 Bajor -- 貝久人 Bajorans       | 31. | Cygnetians                                           | 45. | Klaestronians                                                      | 59. | 泰拉 Tellar -- 泰拉人 Tellarites * |
| 4.          | 安多利星 Andoria -- 安多利人 Andorians *                     | 18. | 星际旅行种族列表                      | 32. | Deians                                               | 46. | Medusans                                                           | 60. | Tessens                            |
| 5.          | Androsans                                                    | 19. | 星际旅行种族列表s                     | 33. | 戴爾他四號行星 -- 戴爾他人 Deltans                   | 47. | Megarites                                                          | 61. | Tiburites                          |
| 6.          | 星际旅行种族列表                                             | 20. | 星际旅行种族列表                      | 34. | 狄諾布拉星 Denobula -- 狄諾布拉人 Denobulans         | 48. | Mynieni                                                            | 62. | 楚爾 Trill -- 楚爾人 Trills        |
| 7.          | 星际旅行种族列表                                             | 21. | Berengarians                          | 35. | Efrosians                                            | 49. | Napeans                                                            | 63. | Ullians                            |
| 8.          | Antosians                                                    | 22. | 貝塔索 Betazoid -- 貝塔索人 Betazoids | 36. | El Gatarkans                                         | 50. | 獵戶座β星（參宿七，萊久星） 四號行星 Rigel IV -- 獵戶座星人 Orions | 64. | 瓦肯星 Vulcan -- 瓦肯人 Vulcans *  |
| 9.          | Arbazan                                                      | 23. | 银河系漫游指南系列                    | 37. | Elaysians                                            | 51. | Peliar Zellians                                                    | 65. | Xelatians                          |
| 10.         | 星际旅行种族列表                                             | 24. | 玻利星 Bolia -- 玻利人 Bolians        | 38. | Grazerites                                           | 52. | Prellarians                                                        | 66. | Zakdorn                            |
| 11.         | 星际旅行种族列表                                             | 25. | Brecons                               | 39. | Halii                                                | 53. | Ramatians                                                          | 67. | Zaldans                            |
| 12.         | Ardanans                                                     | 26. | 拜納烏斯星 Bynaus -- 二元人 Bynars    | 40. | 地球（太陽系三號行星）Earth -- 人類 Humans/Terrans * | 54. | Rhaandarites                                                       | 68. | Zaranites                          |
| 13.         | 阿吉利亞 Argellia -- 阿吉利亞人 Argellians                   | 27. | Bzzit Khaht                           | 41. | K'normians                                           | 55. | Rigellians                                                         |     |                                    |
| 14.         | Ariolo                                                       | 28. | Caitians                              | 42. | Kalandrans                                           | 56. | Saurians                                                           |     |                                    |
| *聯邦創始國 |                                                              |     |                                       |     |                                                      |     |                                                                    |     |                                    |

## 轄下機構
- 聯邦議會（The Federation Council）
- 聯邦總統辦公室（The Office of the President of the Federation Council）
- 星際艦隊（Starfleet）與星際艦隊學院（Starfleet Academy）
- 瓦肯科學院（Vulcan Science Academy）
- 聯邦醫學大學（Federation Medical Academy）
- 联邦新闻部（federal press department）

## 影集背景
可以看得出星際聯邦的設計，参考了聯合國制度，杜撰出包含地球的星際國度，除了與聯邦外強權時因糾紛而有所爭戰，其內部呈現一片和諧。
最高指導原則的設定源於十九世紀歐洲帝國主義以自身科技優越性而對非洲、亞洲、美洲等文明造成摧殘的省思。

## 外部連結
- Star Trek官方網站 （页面存档备份，存于）